# Paul Karl Julius Hahn
Paul Karl Julius Hahn (* 13. März 1893 in Salbke; † 12. August 1960 in Magdeburg) war ein deutscher Widerstandskämpfer gegen den Nationalsozialismus.

## Leben
Paul Hahn wurde als Sohn des Lagerarbeiters Julius Hahn geboren. Er erlernte den Beruf des Schlossers und begann sich politisch zu engagieren. Im Februar 1919 gehörte er neben Karl Baier, Jacob Draisbach, Else und Karl Reimann sowie Albert Vater zu den Begründern der Ortsgruppe Magdeburg der Kommunistischen Partei Deutschlands (KPD). Im Jahr 1920 war er zeitweise Mitglied der Kommunistischen Arbeiterpartei Deutschlands (KAPD). Die KAPD vertrat rätekommunistische Ansichten und rekrutierte sich vor allem aus 1920 ausgeschlossenen ehemaligen KPD-Mitgliedern. Für die KAPD war Hahn als Agitator in der Region Braunschweig tätig.
In der Zeit des Nationalsozialismus bildete er bei der Magdeburger Krupp-Tochterfirma Friedrich Krupp AG Grusonwerk eine Widerstandsgruppe, der neben Kommunisten auch Mitglieder der SPD angehörten. Die Gruppe, die zur Saefkow-Jacob-Bästlein-Organisation gehörte, arbeitete mit den Widerstandsgruppen um Hermann Danz und Martin Schwantes zusammen.
Hahn wurde mehrfach verhaftet, unterlag der Polizeiaufsicht und wurde mit der Todesstrafe bedroht. Insgesamt war er über zehn Jahre in Konzentrationslagern inhaftiert. Er überlebte die Haft und verstarb 1960 in Magdeburg.